# Liste des Premiers ministres du Qatar
Le Premier ministre du Qatar (arabe : رئیس الوزرا القطری) est le chef de gouvernement de ce pays, le deuxième dirigeant du pays, derrière l'émir.

## Liste des Premiers ministres duQatardepuis 1970
| # | Nom                                                    | Photo | Début de mandat | Fin de mandat   |
| - | ------------------------------------------------------ | ----- | --------------- | --------------- |
| 1 | Khalifa ben Hamad Al Thani (1932–2016)                 |       | 29 mai 1970     | 27 juin 1995    |
| 2 | Hamad ben Khalifa Al Thani (né en 1952)                |       | 27 juin 1995    | 29 octobre 1996 |
| 3 | Abdallah ben Khalifa Al Thani (né en 1958)             |       | 29 octobre 1996 | 3 avril 2007    |
| 4 | Hamad ben Jassem Al Thani (né en 1959)                 |       | 3 avril 2007    | 26 juin 2013    |
| 5 | Abdallah ben Nasser ben Khalifa Al Thani (né en 1959)  |       | 26 juin 2013    | 28 janvier 2020 |
| 6 | Khaled ben Khalifa ben Abdelaziz Al Thani (né en 1969) |       | 28 janvier 2020 | 7 mars 2023     |
| 7 | Mohammed ben Abderrahmane Al-Thani (né en 1980)        |       | 7 mars 2023     | en fonction     |